# 옌스 예레미스
옌스 예레미스(Jens Jeremies, 1974년 3월 5일, 작센주 괴를리츠 ~)는 은퇴한 독일의 축구 선수로, 선수 시절 수비형 미드필더로 활약하였다.
그는 태클 능력으로 알려져 있으며, 선수 시절 3개의 프로팀을 거쳤는데, 이중 은퇴하기 전까지 9년 동안 FC 바이에른 뮌헨의 선수로 활약한 것으로 알려져 있으며, 그는 바이에른 소속으로 16개의 타이틀을 얻었는데, 이 중 12개는 메이저 타이틀이다. 그의 선수시절은 수많은 부상으로도 얼룩져 있다.
예레미스는 독일 축구 국가대표팀 소속으로 50경기 넘게 출장하였고, 두 차례의 FIFA 월드컵과 두 차례의 UEFA 유럽 축구 선수권 대회에 참가하였고, 이 중 2002년 FIFA 월드컵에서는 준우승을 거두었다.

## 클럽 경력

### 초기 경력과 TSV 1860 뮌헨
구 동독의 괴를리츠 출신으로, 예레미스는 동독에서 가장 중요한 클럽으로 치부되었던 디나모 드레스덴에 12세의 나이로 합류하였다. 그는 프로 데뷔 이후, 디나모 드레스덴에서의 2년 동안 간간히 출장하였지만, 1994-95 시즌, 그는 1995년 4월 1일에 TSV 1860 뮌헨전에서 첫 출전하였고, 팀은 1-3으로 패하였고, 드레스덴은 시즌 종료 후 4년 만에 분데스리가 무대에서 나가게 되었다.
1995년, 예레미스는 TSV 1860 뮌헨으로 이적하여, 이적 2년 만에 1860을 UEFA 컵에 진출시켰다. 그는 1860 뮌헨에서 3년간 머물면서 30장의 옐로우 카드와 2장의 레드 카드를 받았다.

### FC 바이에른 뮌헨
1998년 여름 예레미스는 1860의 도시 이웃인 FC 바이에른 뮌헨으로 이적하였고, 예레미스는 그때부터 은퇴할때까지 바이에른의 선수로 활약하였다. 바이에른 소속으로, 그는 모든 종류의 트로피를 수집하였다. 그가 수집한 트로피로는 6개의 마이스터샬레, 3개의 DFB-포칼, 2000-01 시즌의 빅이어가 있었고, 그는 2000-01 시즌의 챔피언스리그 당시 12경기에 출장하여 3골을 득점하였다. 여기서 그의 세 골중 한골은 레알 마드리드 CF와의 4강전에서 기록한 득점으로 바이에른은 마드리드에 2-1로 (합계 3-1) 승리하였다. 그는 같은 시즌의 결승전을 경고 누적으로 출장하지 못하였다.
그는 2004-05 시즌과 2005-06 시즌에 무릎 문제로 인해 20경기 출장에 그쳤다. 이후, 예레미스는 32세의 나이로 은퇴하였다.

## 국가대표팀 경력
TSV 1860 뮌헨 시절, 예레미스는 그가 출장한 55번의 독일 축구 국가대표팀 경기 중, 1997년에 뒤셀도르프에서 있었던 남아프리카 공화국과의 경기에서 첫 출전하여 3-0 승리를 도왔다. 그는 이후에 1998년 FIFA 월드컵 엔트리에 포함되어 독일이 참여한 5경기에 모두 참여하였고, 독일은 8강전에서 탈락하였다. 그는 이 대회기간 동안, 독일의 코미디언 하랄트 슈미트에 의해 "옌스 예레나우두" (Jens Jerenaldo) 라는 별명이 붙었다.
1999년 3월 31일, 예레미스는 처음이자 마지막으로 국가대항전 득점을 기록하였다. 그는 핀란드와의 UEFA 유로 2000 예선에서 득점하여, 독일의 2-0 승리를 도우고, 나중에 독일 이 달의 골로 선정되었다. 그러나 그는 나중에 본선이 시작되기 직전에 명단에서 제외되었고, 에리히 리베크에게 "형편없다"라는 혹평을 들었다. 그는 나중에 2002년 FIFA 월드컵 명단에 이름을 올렸고, 대회 직후의 친선경기에서 한번 주장 완장을 차고 경기에 임하였다. 그러나 그는 포르투갈에서 열린 UEFA 유로 2004에서 독일이 조별 예선에서 탈락하자 은퇴를 선언하였고, 이후 소속팀 바이에른에 더 집중하겠다는 의사를 표명하였다.

## 경력 통계
| 클럽 경력 | 클럽 경력        | 클럽 경력  | 리그 | 리그 | 컵       | 컵       | 클럽대항전 | 클럽대항전 | 합계 | 합계 |
| 시즌      | 클럽             | 리그       | 출장 | 골   | 출장     | 골       | 출장       | 골         | 출장 | 골   |
| 독일      | 독일             | 독일       | 리그 | 리그 | DFB-포칼 | DFB-포칼 | 유럽대항전 | 유럽대항전 | 합계 | 합계 |
| --------- | ---------------- | ---------- | ---- | ---- | -------- | -------- | ---------- | ---------- | ---- | ---- |
| 1994–95   | 디나모 드레스덴  | 분데스리가 | 10   | 1    |          |          |            |            |      |      |
| 1995–96   | TSV 1860 뮌헨    | 분데스리가 | 29   | 0    |          |          |            |            |      |      |
| 1996–97   | TSV 1860 뮌헨    | 분데스리가 | 27   | 2    |          |          |            |            |      |      |
| 1997–98   | TSV 1860 뮌헨    | 분데스리가 | 22   | 0    |          |          |            |            |      |      |
| 1998–99   | FC 바이에른 뮌헨 | 분데스리가 | 30   | 1    |          |          |            |            |      |      |
| 1999–2000 | FC 바이에른 뮌헨 | 분데스리가 | 30   | 3    |          |          |            |            |      |      |
| 2000–01   | FC 바이에른 뮌헨 | 분데스리가 | 21   | 1    |          |          |            |            |      |      |
| 2001–02   | FC 바이에른 뮌헨 | 분데스리가 | 10   | 0    |          |          |            |            |      |      |
| 2002–03   | FC 바이에른 뮌헨 | 분데스리가 | 29   | 0    |          |          |            |            |      |      |
| 2003–04   | FC 바이에른 뮌헨 | 분데스리가 | 23   | 1    |          |          |            |            |      |      |
| 2004–05   | FC 바이에른 뮌헨 | 분데스리가 | 7    | 0    |          |          |            |            |      |      |
| 2005–06   | FC 바이에른 뮌헨 | 분데스리가 | 13   | 0    |          |          |            |            |      |      |
| 합계      | 독일             | 독일       | 251  | 9    |          |          |            |            |      |      |
| 경력 합계 | 경력 합계        | 경력 합계  | 251  | 9    |          |          |            |            |      |      |

## 국가대표팀 득점기록
아래의 점수에서 왼쪽의 점수가 독일의 점수이다.
| #  | 날짜            | 경기장                     | 상대   | 점수 | 최종결과 | 대회                |
| -- | --------------- | -------------------------- | ------ | ---- | -------- | ------------------- |
| 1. | 1999년 3월 31일 | 프랑켄슈타디온, 뉘른베르크 | 핀란드 | 1–0  | 2–0      | UEFA 유로 2000 예선 |

## 수상

### 클럽
FC 바이에른 뮌헨
- 분데스리가: 1998–99, 1999–2000, 2000–01, 2002–03, 2004–05, 2005–06
- DFB-포칼
  - 우승: 1999–2000, 2002–03, 2004–05, 2005–06
  - 준우승: 1998–99
- DFB-리가포칼: 1998, 1999, 2000, 2004
- UEFA 챔피언스리그
  - 우승: 2000-01
  - 준우승: 1998-99
- 인터콘티넨털컵: 2001

### 국가대표팀
- FIFA 월드컵 준우승: 2002